# Amphorophora agathonica
Amphorophora agathonica är en insektsart som beskrevs av Hottes 1950. Amphorophora agathonica ingår i släktet Amphorophora och familjen långrörsbladlöss. Inga underarter finns listade i Catalogue of Life.